# Chicago P.D.
Chicago P.D. ist eine US-amerikanische Fernsehserie und ein Spin-off der Serie Chicago Fire. Die Serie beschäftigt sich mit dem 21. Bezirk des Chicago Police Department. Jason Beghe verkörpert die zentrale Rolle in der Serie. Die erste Folge wurde in den Vereinigten Staaten am 8. Januar 2014 ausgestrahlt.
Im April 2023 wurde die Serie um eine 11. Staffel verlängert. Im März 2024 bestätigte der ausführende Sender NBC die Verlängerung um eine 12. Staffel. Die Dreharbeiten begannen im Sommer 2024.

## Handlung
Henry „Hank“ Voight ist der Leiter der Intelligence Unit, einem der zwei Teile des 21. Bezirks des Chicago Police Department. Dieses setzt sich mit den schweren Vergehen wie Drogenhandel und Mord auseinander.
Vor Beginn der Handlung von Chicago P.D. sah man Voight bereits in der Mutterserie Chicago Fire, wo er mit Feuerwehrleuten der Feuerwache 51 aneinandergeriet, weil sein Sohn unter Alkoholeinfluss Verursacher eines schweren Unfalls war. Er hat daraufhin mit allerlei fragwürdigen Mitteln versucht zu verhindern, dass Feuerwehrleute gegen seinen Sohn aussagen. Allerdings landete er nach einer von seinem späteren Mitarbeiter Antonio Dawson gestellten Falle im Gefängnis. Voight kam jedoch wegen eines Deals später wieder frei und wurde sogar zum Leiter der Intelligence Unit befördert. Danach beginnt die Handlung der Serie Chicago P.D.
Voight hat einen sich im Laufe der Serie verändernden Mitarbeiter-Stamm. Gleich in der ersten Folge z. B. wird eine Polizistin erschossen. Es rücken nach und nach Streifenpolizisten nach oder werden gleich von der Polizeischule rekrutiert. Zu seiner Mitarbeiterin Erin Lindsey hat er ein besonderes Verhältnis, da er sie bereits als Jugendliche traf, als sie auf die schiefe Bahn geraten war. Er setzte sie zunächst für seine Zwecke als Informantin ein und wurde quasi zu ihrem Ziehvater.
Antonio Dawson war vor Beginn der Serie bei der Drogenfahndung. Seine Schwester Gabriella Dawson ist Sanitäterin und später Feuerwehrfrau auf der Wache 51 aus Chicago Fire. Sie war zeitweise mit ihrem Vorgesetzten Matt Casey liiert, der wegen des von Voights Sohn verschuldeten Verkehrsunfalls von Voight stark drangsaliert wurde. Daher bat sie ihren Bruder um Hilfe. Die Situation eskalierte und wurde erst dadurch aufgelöst, dass Antonio viel riskierte und Voight eine Falle stellte. Damit beeindruckte er Voight so sehr, sodass dieser ihn gleich bei Gründung der Intelligence Unit in sein Team holte.
Der Deal, der Voight zum Leiter der Intelligence Unit machte, beinhaltete eine Zusammenarbeit Voights mit der internen Revision des CPD. Er soll seinen alten (und begründeten) Ruf des korrupten Polizisten nutzen, um Kontakte zur Unterwelt aufrechtzuerhalten und durch Informationen die Verhaftung führender Krimineller zu ermöglichen. Seine direkten Vorgesetzten in der Internen entpuppen sich jedoch ebenfalls als korrupt, weil sie sich an Voights Schmiergeldern beteiligen.

## Besetzung
Die deutsche Synchronisation entsteht durch die Synchronfirma FFS Film- & Fernseh-Synchron in Berlin. Die Dialogbücher schrieben Joachim Jaeger, Regina Kette und Markus Engelhardt. Die Dialogregie führte Sabine Jaeger, Marianne Groß, Sven Hasper und Christian Gaul.

### Hauptbesetzung
| Rollenname                             | Schauspieler          | Bild           | Hauptrolle (Episoden) | Nebenrolle (Episoden) | Synchronsprecher/in             |
| -------------------------------------- | --------------------- | -------------- | --------------------- | --------------------- | ------------------------------- |
| Detective Sergeant Henry „Hank“ Voight | Jason Beghe           | Jason Beghe    | 1.01–                 |                       | Torsten Michaelis               |
| Police Officer Adam Ruzek              | Patrick John Flueger  |                | 1.01–                 |                       | Nico Sablik                     |
| Police Officer / Detective Kim Burgess | Marina Squerciati     |                | 1.01–                 |                       | Nicole Hannak                   |
| Police Officer Kevin Atwater           | LaRoyce Hawkins       |                | 1.01–                 |                       | Christoph Banken                |
| Desk Sergeant Trudy Platt              | Amy Morton            |                | 2.01–                 | 1.01–1.15             | Eva Kryll                       |
| Police Officer Dante Torres            | Benjamin Levy Aguilar |                | 10.01–                | 9.18–9.22             | René Dawn-Claude                |
| Police Detective Sheldon Jin           | Archie Kao            | Archie Kao     | 1.01–1.15             |                       | Asad Schwarz                    |
| Police Officer Sean Roman              | Brian Geraghty        | Brian Geraghty | 2.01–3.23             | 7.15                  | Steven Merting                  |
| Police Detective Erin Lindsay          | Sophia Bush           | Sofia Bush     | 1.01–4.23             |                       | Maria Koschny Kaya Marie Möller |
| Police Detective Alvin Olinsky         | Elias Koteas          | Elias Koteas   | 1.01–5.23             | 11.13                 | Erich Räuker                    |
| Senior Detective Antonio Dawson        | Jon Seda              | Jon Seda       | 1.01–4.08, 5.01–6.22  | 4.14, 4.16            | Felix Spieß                     |
| Police Officer Vanessa Rojas           | Lisseth Chavez        |                | 7.04–7.20             | 7.02–7.03             | Laurine Betz                    |
| Police Detective Jay Halstead          | Jesse Lee Soffer      |                | 1.01–10.03            |                       | Tim Knauer                      |
| Police Detective Hailey Upton          | Tracy Spiridakos      |                | 5.01–11.13            | 4.21–4.23             | Manja Doering                   |
| Officer Kiana Cook                     | Toya Turner           |                | 12.01–12.22           |                       |                                 |

1. ↑  In Staffel 4.

### Nebenbesetzung
| Rollenname                            | Schauspieler                         | Nebenrolle (Episoden)                                                             | Synchronsprecher/in                  |
| ------------------------------------- | ------------------------------------ | --------------------------------------------------------------------------------- | ------------------------------------ |
| Laura Dawson                          | America Olivo                        | 1.01–1.03, 1.07, 1.14, 6.09                                                       | Vera Teltz Victoria Sturm            |
| Commander Ron Perry                   | Robert Wisdom                        | 1.01–1.02, 1.06, 1.09–1.11, 1.13, 2.01, 2.23                                      | Jörg Hengstler                       |
| Diego Dawson                          | Zach Garcia                          | 1.01–1.02, 1.07, 1.14, 2.16, 3.02, 3.16                                           | Nando Schmitz                        |
| M.E. Ruth Dwyer                       | Kathy Scambiatterra                  | 1.01, 2.17, 2.19, 3.09, 4.05, 4.11, 4.14, 4.21, 4.23, 5.08, 5.11, 5.17, 7.15      | Gabriele Schramm-Philipp Almut Zydra |
| Erica Gradishar                       | Robin Weigert                        | 1.02–1.03, 1.05, 1.07–1.08                                                        | Franziska Pigulla                    |
| Wendy                                 | Emily Peterson                       | 1.02–1.03, 1.05, 1.07, 1.13                                                       | Nadine Zaddam                        |
| Eva Dawson                            | Maya MoravecAriana Chantelle Cordero | 1.02, 1.14, 2.04, 2.165.03, 6.09                                                  | Celina Gaschina                      |
| Justin Voight                         | Josh Segarra                         | 1.03–1.07, 2.05, 3.03–3.04, 3.23                                                  | Valentin Stilu                       |
| Nadia Decotis                         | Stella Maeve                         | 1.04, 1.08, 1.11, 1.15, 2.01–2.05, 2.07–2.11, 2.14, 2.17–2.21                     | Britta Steffenhagen                  |
| Lexi Olinsky                          | Alina Jenine Taber                   | 1.04, 1.09, 2.19, 3.03, 4.15, 4.16                                                | Giovanna Winterfeldt                 |
| Medical Examiner                      | Celeste M. Cooper                    | 1.05, 3.05–3.06, 3.16, 3.22, 4.03, 4.13, 4.17–4.18, 4.20, 5.03, 5.05, 5.10, 6.02, | Ute Noack Antje Thiele               |
| Sergeant Edwin Stillwell              | Ian Bohen                            | 1.08–1.15, 2.01                                                                   | Wolfgang Wagner                      |
| Detective Mia Sumner                  | Sydney Tamiia Poitier                | 1.08–1.14                                                                         | Maja Maneiro                         |
| Meredith Olinsky                      | Melissa Carlson                      | 1.09, 1.14, 2.09, 2.19, 3.03–3.04, 3.07, 4.16, 5.21                               | Dascha Lehmann                       |
| Greg „Mouse“ Gerwitz                  | Samuel Caleb Hunt                    | 1.15, 2.16–4.02, 4.05                                                             | Constantin von Jascheroff            |
| Barbara „Bunny“ Fletcher              | Markie Post                          | 2.01–2.03, 2.07, 2.13–2.14, 2.21–3.03, 4.07–4.08, 4.10–4.11, 4.22                 | Traudel Haas                         |
| Commander Fischer                     | Kevin J. O’Connor                    | 2.04, 2.06–2.07, 2.09, 2.14–2.19, 2.21–2.22, 3.03–3.04                            | Frank Röth                           |
| Olive Morgan Voight                   | Caroline Neff                        | 2.04–2.05, 3.03–3.04, 3.20, 3.23, 4.01                                            | Katrin Jaehne                        |
| Michelle Sovana                       | Madison McLaughlin                   | 2.23–3.04, 3.06–3.08                                                              | Victoria Frenz                       |
| Commander Emma Crowley                | Barbara Eve Harris                   | 3.05, 3.07, 3.12–3,14, 3.16, 3.23–4.03, 4.06, 4.08, 4.10, 4.13                    | Sabine Jaeger                        |
| Julie Tay                             | Li Jun Li                            | 4.01–4.05                                                                         | Marie Bierstedt                      |
| Kenny Rixton                          | Nick Wechsler                        | 4.10–4.15                                                                         | Nico Mamone                          |
| Chief Lugo                            | Esai Morales                         | 4.16, 4.20–5.01                                                                   | Martin Keßler                        |
| Denny Woods                           | Mykelti Williamson                   | 4.20, 5.01–5.02, 5.04, 5.06, 5.07, 5.09–5.10, 5.13–5.14, 5.17, 5.20–5.22          | Marco Kröger                         |
| Ray Price                             | Wendell Pierce                       | 5.01, 5.06, 5.08, 6.13, 6.15–6.19, 7.20                                           | Leon Boden Jörg Hengstler            |
| Jordan Atwater                        | Kylen Davis                          | 5.04–5.05, 7.10, 7.11, 8.02                                                       | Jonas Frenz Patrick Keller           |
| Camila Vega                           | Anabelle Acosta                      | 5.07, 5.09–5.10                                                                   | Lara Trautmann                       |
| Richter Tommy Wells                   | John Pankow                          | 5.09, 5.21                                                                        | Hans Bayer                           |
| Ronald Booth                          | Titus Welliver                       | 5.18                                                                              | Oliver Stritzel                      |
| Supervising ASA James Osha            | Michael McGrady                      | 5.20–5.22                                                                         | Detlef Bierstedt                     |
| Dep. Superintendent Katherine Brennan | Anne Heche                           | 6.01, 6.03–6.04, 6.06, 6.09, 6.11, 6.19–7.01                                      | Ulrike Stürzbecher                   |
| Brian Kelton                          | John C. McGinley                     | 6.11–6.13, 6.16–6.18, 6.22                                                        | Bernd Vollbrecht                     |
| Blair Williams                        | Charles Michael Davis                | 6.14, 6.16–6.19                                                                   | Bernd Egger                          |
| Jason Crawford                        | Paul Adelstein                       | 7.01–7.02, 7.06–7.07, 7.10, 7.12                                                  | Oliver Siebeck                       |
| Darius Walker                         | Michael Beach                        | 7.02, 7.07, 7.09–7.10, 7.12                                                       | Matti Klemm                          |
| Dep. Superintendent Samantha Miller   | Nicole Ari Parker                    | 8.01, 8.02, 8.04, 8.08, 8.09, 8.12, 8.15, 9.01                                    | Sabine Jaeger                        |
| Anna Avalos                           | Carmela Zumbado                      | 9.07, 9.11–9.12, 9.16, 9.18, 9.21–9.22                                            |                                      |

1. ↑  In Staffel 6.
2. ↑  In Staffel 1.
3. ↑  In Staffel 1.
4. ↑  In Staffel 5.
5. ↑  In Staffel 7.

### Crossover-Besetzung
| Rollenname                             | Schauspieler        | Nebenrolle (Episoden)                                                                             | Synchronsprecher/in         |
| -------------------------------------- | ------------------- | ------------------------------------------------------------------------------------------------- | --------------------------- |
| Chicago Fire                           |                     |                                                                                                   |                             |
| Gabriela Dawson                        | Monica Raymund      | 1.01–1.02, 2.13, 2.16, 3.13, 4.07, 4.21, 5.03, 5.16                                               | Anne Helm                   |
| Christopher Herrmann                   | David Eigenberg     | 1.01, 1.06, 1.12, 2.12, 3.04, 3.06, 3.11, 3.13, 3.19, 4.08, 4.12, 5.16, 6.15, 7.04                | Uwe Büschken                |
| Leslie Shay                            | Lauren German       | 1.01, 1.12                                                                                        | Marie Bierstedt             |
| Brian „Otis“ Zvonecek                  | Yuri Sardarov       | 1.01, 1.14, 3.01–3.02, 3.18, 4.15                                                                 | Wanja Gerick                |
| Lieutenant Kelly Severide              | Taylor Kinney       | 1.03, 1.10, 1.12, 3.21, 4.09, 4.16, 5.16, 6.02, 6.15, 7.04, 7.15                                  | Martin Kautz Manou Lubowski |
| Peter Mills                            | Charlie Barnett     | 1.10, 1.12, 2.04, 2.13                                                                            | Julius Jellinek             |
| Wallace Boden                          | Eamonn Walker       | 1.12, 2.13, 2.20, 3.05, 3.07, 3.14, 3.16, 4.08, 4.16, 5.16, 6.02, 7.04, 7.15                      | Tilo Schmitz                |
| Lieutenant Matthew Casey               | Jesse Spencer       | 1.12, 2.20, 4.01, 4.09, 5.16, 6.15, 7.04                                                          | Marcel Collé                |
| Joe Cruz                               | Joe Minoso          | 1.12, 2.21, 3.06, 3.21, 5.16, 6.15, 7.04                                                          | Jan-David Rönfeldt          |
| Harold Capp                            | Randy Flagler       | 1.12, 2.14, 3.05, 3.06, 3.21, 7.04                                                                | Thomas Nero Wolff           |
| Toni Ferarris                          | Anthony Ferarris    | 1.12, 2.14, 3.05, 3.21, 7.04, 7.15                                                                | stumm                       |
| Sylvie Brett                           | Kara Killmer        | 2.01, 2.03–2.04, 3.15, 3.21, 4.16, 5.16, 6.15, 7.04, 7.15                                         | Friederike Walke            |
| ASA Steve Kot                          | Chris Agos          | 2.01, 2.03, 2.05, 2.06, 2.08, 3.03, 3.08, 3.16, 3.18–3.20, 4.06, 4.09–4.12, 4.18, 4.21, 5.03      | Nicolas König               |
| Randall „Mouch“ McHolland              | Christian Stolte    | 2.16, 3.04, 3.08, 3.11, 4.03, 4.09, 4.14, 5.16, 7.04, 7.15                                        | Torsten Münchow             |
| Dallas Patterson                       | Brian J. White      | 3.07                                                                                              | Julien Haggége              |
| Emily Foster                           | Annie Ilonzeh       | 6.02, 6.15, 7.04, 7.15                                                                            | Maximiliane Häcke           |
| Stella Kidd                            | Miranda Rae Mayo    | 7.04                                                                                              | Anja Stadlober              |
| Darren Ritter                          | Daniel Kyri         | 7.04                                                                                              | Patrick Baehr               |
| Blake Gallo                            | Alberto Rosende     | 7.04                                                                                              | stumm                       |
| Law & Order: Special Victims Unit      |                     |                                                                                                   |                             |
| Detective Amanda Rollins               | Kelli Giddish       | 1.06, 2.07, 2.20                                                                                  | Melanie Pukaß               |
| Detective Odafin „Fin“ Tutuola         | Ice-T               | 1.06, 2.20, 3.14                                                                                  | Torsten Münchow             |
| Lieutenant Olivia Benson               | Mariska Hargitay    | 2.07, 2.20, 3.14                                                                                  | Anja Godenschweger          |
| Detective Nick Amaro                   | Danny Pino          | 2.07, 2.20                                                                                        | Norman Matt                 |
| Detective Dominick „Sonny“ Carisi, Jr. | Peter Scanavino     | 2.20                                                                                              | Benedikt Gutjan             |
| Chicago Med                            |                     |                                                                                                   |                             |
| Dr. Will Halstead                      | Nick Gehlfuss       | 2.17–2.18, 2.20, 3.01–3.03, 3.05–3.06, 4.05, 4.08, 4.16, 4.17, 4.23, 5.01, 6.02, 7.04, 7.10, 10.1 | Leonhard Mahlich            |
| Dr. Ethan Choi                         | Brian Tee           | 2.19, 3.11, 3.14, 3.17, 3.21, 4.02, 4.16, 4.23, 6.02                                              | Florian Hoffmann            |
| Dr. Daniel Charles                     | Oliver Platt        | 3.04–3.06, 3.08, 3.10, 3.19, 3.22, 4.08                                                           | Lutz Schnell                |
| Dr. Natalie Manning                    | Torrey DeVitto      | 3.10, 3.19–3.20, 4.12, 4.16, 4.19, 7.04                                                           | Ilona Brokowski             |
| Jimmy Borelli                          | Steven R. McQueen   | 3.11, 3.13, 3.21                                                                                  | Roman Wolko                 |
| Sarah Reese                            | Rachel DiPillo      | 3.15, 4.17                                                                                        | Marieke Oeffinger           |
| Sharon Goodwin                         | S. Epatha Merkerson | 3.16, 3.20, 3.23, 4.08, 6.02, 7.04                                                                | Dagmar Dempe                |
| Dr. Connor Rhodes                      | Colin Donnell       | 3.18, 3.21, 4.03, 4.14                                                                            | Alexander Brem              |
| Maggie Lockwood                        | Marlyne Barrett     | 3.21, 3.23–4.01, 4.03–4.04, 4.16                                                                  | Vera Teltz                  |
| April Sexton                           | Yaya DaCosta        | 4.14, 5.02, 7.04                                                                                  | Sonja Spuhl                 |
| Pflegerin Doris                        | Lorena Diaz         | 5.11, 7.04                                                                                        | Sarah Méndez García         |
| Dr. Crockett Marcel                    | Dominic Rains       | 7.04                                                                                              | Tobias Nath                 |
| Dr. Marty Peterson                     | Jeremy Shouldis     | 7.04                                                                                              | Stephan Rabow               |
| Dr. Olga Patchefsky                    | Amy J. Carle        | 7.08                                                                                              | Ulrike Hübschmann           |
| Chicago Justice                        |                     |                                                                                                   |                             |
| Peter Stone                            | Philip Winchester   | 3.21, 4.07, 4.16                                                                                  | Stefan Günther              |
| Lori Nagle                             | Joelle Carter       | 3.21                                                                                              | Stephanie Kellner           |
| Mark Jefferies                         | Carl Weathers       | 3.21, 4.12, 4.15, 4.21                                                                            | Thomas Rauscher             |
| Anna Valdez                            | Monica Barbaro      | 4.07, 4.19, 5.04, 5.09                                                                            | Katharina Schwarzmaier      |

1. ↑  Ab Staffel 5.

## Produktion und Ausstrahlung
Erste Pläne für ein Spin-off zur Serie Chicago Fire ließ NBC im März 2013 verlauten. Die Handlung solle sich um das Chicago Police Department drehen. Das Serienkonzept der Serie wurde von Dick Wolf, Derek Haas, Michael Brandt und Matt Olmstead entwickelt. Als Backdoor-Pilot zur Serie diente das erste Staffelfinale von Chicago Fire, in dem die Figuren zum geplanten Spin-off eingeführt wurden. Als zentrale Hauptfigur wurde im April 2013 Melissa Sagemiller verpflichtet. Weitere Rollen wurden mit Tania Raymonde, Scott Eastwood und Kelly Blatz besetzt. Im Mai bestellte NBC Chicago PD als Serie. Knapp einen Monat später verließ Sagemiller auf Wunsch der Produzenten nach Ausstrahlung des Backdoor-Piloten das Spin-off wieder. Wenige Tage später wurde Jesse Lee Soffer für eine Hauptrolle verpflichtet. Als weitere Darsteller wurden Ende August Sophia Bush, Patrick Flueger, Marina Squerciati und Elias Koteas verpflichtet. Als letztes stieß Archie Kao im September zur Hauptbesetzung der Serie. Am 20. Dezember 2013 wurde bekannt, dass Scott Eastwood und Tania Raymonde sowie Kelly Blatz die Serie verlassen haben.
Start der Serie in den Vereinigten Staaten war am 8. Januar 2014 auf NBC. Die erste Folge der Serie wurde von 8,59 Millionen Zuschauern verfolgt und erreichte ein Zielgruppen-Rating von 2,0. Im Januar 2014 verkündete Dick Wolf bei den TCAs, dass es mehrere Crossover-Episoden mit Chicago Fire und Law & Order: Special Victims Unit geben werde. Das erste Crossover mit Law & Order: Special Victims Unit wurde am 26. Februar 2014 ausgestrahlt. Die erste Folge schauten 7,78 Millionen Zuschauer, die zweite 8 Millionen. Bereits Anfang Februar erhöhte NBC die Episodenanzahl der Serie von 13 um zwei Episoden auf 15. Das erste Staffelfinale wurde am 21. Mai 2014 gezeigt. Für die zweite Staffel sind 23 Episoden geplant.
Chicago P.D. hatte bis zu seiner Verlängerung um eine zweite Staffel durchschnittlich 8,9 Millionen Zuschauer bei einem Zielgruppenrating von 2,5. Die Ausstrahlung der zweiten Staffel ist seit dem 24. September 2014 bei NBC zu sehen.
Anfang Februar 2015 verlängerte NBC die Serie um eine dritte Staffel, die von 30. September 2015 bis 25. Mai 2016 ausgestrahlt wurde.
Im November 2015 verlängerte NBC um eine vierte Staffel, deren Ausstrahlung am 21. September 2016 begann.
Eine fünfte Staffel der Serie bestellte NBC im Mai 2017. Kurze Zeit später wurde bekannt, dass Sophia Bush für diese Staffel nicht zurückkehren wird. Im Juli 2017 wurde bekannt, dass Tracy Spiridakos ab der fünften Staffel zur Hauptbesetzung gehören wird. Zudem wird Jon Seda ab Staffel 5 wieder zur Hauptbesetzung gehören, nachdem dieser während der 4. Staffel zum Spin-off Chicago Justice wechselte, welches jedoch nach einer Staffel eingestellt wurde.
Im Frühling 2018 verlängerte NBC Chicago P.D. um eine sechste Staffel, die ab dem 26. September 2018 auf NBC ausgestrahlt wurde. Am 19. April 2019 gab Jon Seda bekannt, dass er die Serie mit dem Ende der sechsten Staffel verlassen würde.

### Deutschsprachiger Raum
Die Erstausstrahlung im deutschsprachigen Raum findet seit dem 13. November 2014 auf dem deutschen Pay-TV-Sender AXN statt. Bis zum 15. Januar 2015 wurde die erste Staffel jeweils in Doppelfolgen am Donnerstagabend ausgestrahlt. Vom 15. September bis zum 1. Dezember 2015 wurde die zweite Staffel dienstags ausgestrahlt.
Vom 14. September bis zum 9. November 2015 wurden die ersten neun Episoden der ersten Staffel im Free-TV auf VOX ausgestrahlt. Am 21. April 2017 nahm VOX die Ausstrahlung der Serie beginnend mit der zehnten Folge der ersten Staffel wieder auf. Die Serie wird hierbei zusammen mit Chicago Fire und Chicago Med ausgestrahlt.
Die komplette erste Staffel war beim Schweizer Sender SRF zwei vom 14. September 2015 bis zum 18. Januar 2016 zu sehen.

## DVD- und Blu-ray-Veröffentlichungen
Vereinigte Staaten
- Staffel 1 erschien am 2. September 2014
- Staffel 2 erschien am 1. September 2015
- Staffel 3 erschien am 13. September 2016
- Staffel 4 erschien am 12. September 2017
- Staffel 5 erschien am 11. September 2018

Deutschland
- Staffel 1 erschien am 26. November 2015
- Staffel 2 erschien am 17. November 2016
- Staffel 3 erschien am 8. Juni 2017
- Staffel 4 erschien am 15. Februar 2018
- Staffel 5 erschien am 4. Oktober 2018
- Staffel 6 erschien am 14. November 2019
- Staffel 7 erschien am 22. Oktober 2020